# Művészetek és Irodalom Háza

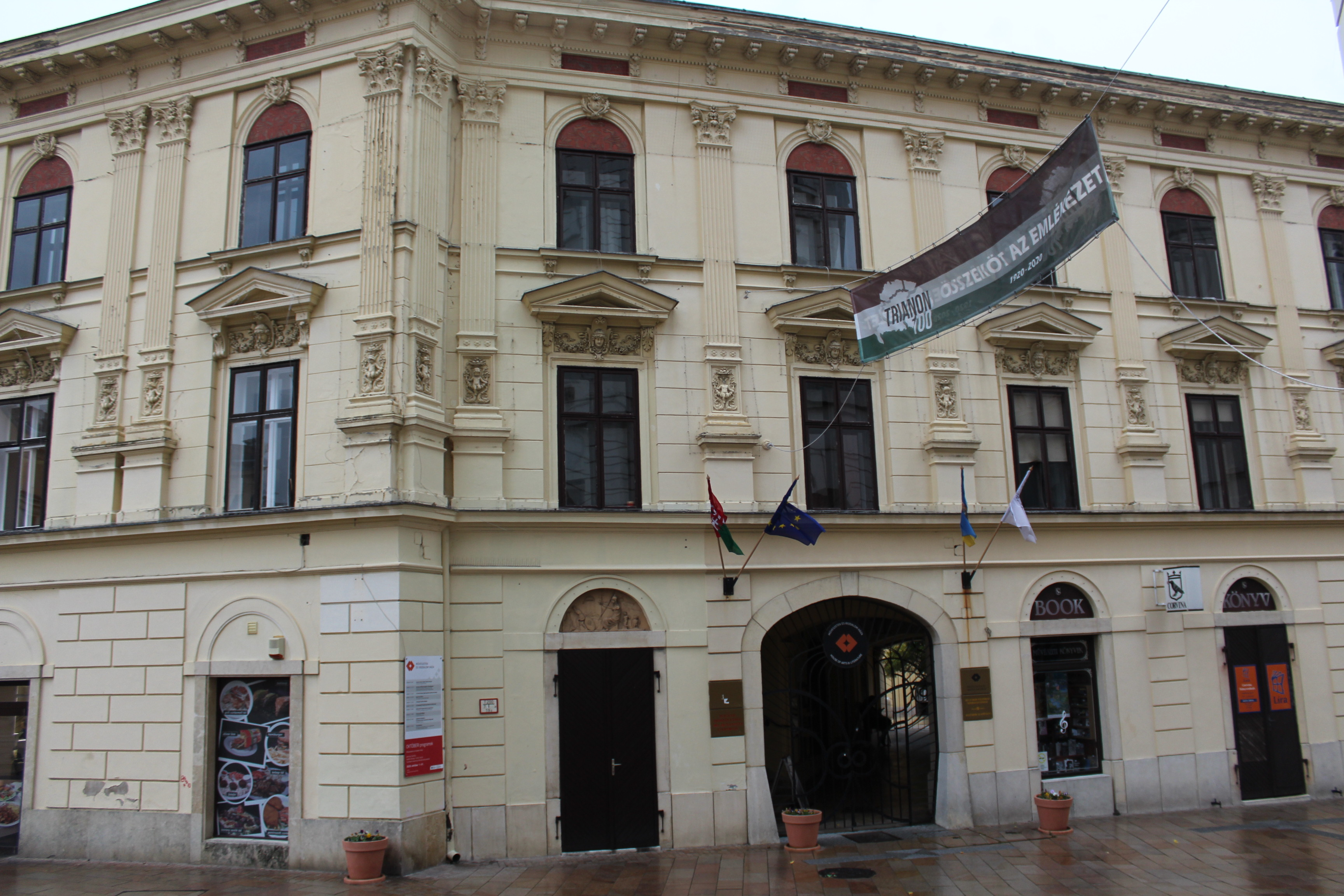
2020-ban

A Művészetek és Irodalom Háza Pécs egyik kulturális intézménye a belvárosban, amely 1987-ben kezdte meg működését.

## Az épület és terei
A pécsi Művészetek Házát az 1980-as évek végén az úgynevezett Elefántos Ház tömbjének rekonstrukciója során alakították ki oly módon, hogy a késő barokk Hoitsy-házat, valamint a Piatsek-ház eklektikus és romantikus stílusú épületrészeit egyszerre újították fel. Az épületek földszintjén üzletek kaptak helyet, az emeleten a korábbi lakások belső tereit egy új intézmény, a Művészetek Háza működéséhez alakították ki. A bejárat a város szívéből, a Széchenyi tér felől nyílik. Az első emeletre érve jobbra található a Fülep Lajos művészettörténész, művészetfilozófusról elnevezett 150-200 személyes nagyterem, amely irodalmi és színházi estek, kamara- és jazzkoncertek, konferenciák színhelye. A helyiség ablakai egy zárt belső térre, a mediterrán hangulatú Hild-udvarra néznek. Ezen a szinten kapott helyet a Ház kisebbik kiállítási helyisége is. A második emeleten található a Breuer Marcell építészről elnevezett 80-100 fős kisterem, amelynek ablakai a főtérre néznek. A termet könyvbemutatókra, kerekasztal-beszélgetésekre, filmvetítésre, műhelymunkára - asztalokkal berendezve - fogadások rendezésére használják. Mindemellett állandó próbaterme a város híres kórusának, a Pannon Gyermekkarnak. Ezen a szinten van a Csorba Győző pécsi költő nevét viselő művészeti könyvtár, valamint a Martyn Ferencről elnevezett tetőtéri galéria, amely késő barokk padlásgerendázatával kivételes szépségű kiállítóhely. Az épület ékességei a Hoitsy-ház emeletén helyreállított késő barokk szobák. A négy festett szoba egykor Hoitsy Mihály alispán rezidenciája volt, ma a koreográfus, balettművész Eck Imre nevét viseli.
A Művészetek Háza építész tervezője Kistelegdi István és Koller József, belsőépítésze Uherkovics Ágnes volt.

## Az intézmény
A kulturális intézmény 1987-ben kezdte meg működését Molnár G. Judit vezetésével. Tevékenysége szinte valamennyi művészeti ágra kiterjed, a Művészetek és Irodalom Háza a régió és a város hivatásos művészetének otthona, székház, menedzselő intézmény és bemutatkozási hely, programjai révén önálló karakterrel bíró szellemi műhely is. Célja, hogy maradandó értékeket és magas művészi minőséget közvetítsen a klasszikus és a kortárs művészet mind teljesebb bemutatásával, új művészeti kísérletek befogadásával.

## Programok

### Zenei programok
A Művészetek és Irodalom Háza a pécsi és a megyei hangversenyélet jelentős fóruma, kamarazenei koncertek helyszíne. Programjai a zeneművészet szinte minden ágát magukba foglalják a klasszikus kamarakoncertektől a dzsesszen át a világzenéig.

#### Önálló koncertet adtak
| - Bogányi Gergely - Jandó Jenő - Kocsis Zoltán - Szokolay Balázs - Vásáry Tamás - Pauk György - Szabadi Vilmos | - Onczay Csaba - Perényi Miklós - Kincses Veronika - Petrovics Emil - Bálint János - Gyöngyössy Zoltán - Ittzés Gergely | - Klenyán Csaba - Binder Károly - Dresch Mihály - Szakcsi Lakatos Béla - David Jengibarjan - Jorma Uotinen - Weber Kristóf - Pannon Gyermekkar |

### Irodalmi és könyvszakmai programok
A pécsi Művészetek és Irodalom Háza magas színvonalú zenei és képzőművészeti programjai mellett, különös figyelmet fordít arra, hogy az irodalom, főként a kortárs magyar irodalom eseményeinek, műveinek és alkotóinak bemutató helyszíne legyen. Országos jelentőségű irodalomtörténeti és -elméleti konferenciáknak ad otthont, emellett saját szervezésű irodalmi esteken és kerekasztal-beszélgetéseken látja vendégül a hazai és a határon túli magyar írókat, költőket, szellemi műhelyeket.

#### Vendég volt itt
| - Bertók László - Csorba Győző - Darvasi László - Esterházy Péter - Gömöri György - Göncz Árpád - Határ Győző - Heller Ágnes | - Kántor Lajos - Karátson Endre - Kertész Imre - Konrád György - Krasznahorkai László - Kukorelly Endre - Márton László - Mészöly Miklós | - Parti Nagy Lajos - Petri György - Polcz Alaine - Sándor Iván - Spiró György - Tolnai Ottó - Varró Dániel - Závada Pál |

### Színházi programok
A Művészetek és Irodalom Háza színházi programja stúdió-színházi előadásokra, illetve pódiumműsorokra épül.
Az intézmény nemcsak befogadó színházként működik, hanem időről időre saját előadásokat is létrehoz.

#### A Művészetek és Irodalom Házában fellépett
- Bálint András (Márai-est)
- Hernádi Judit és Gálffi László (Gurney: Szerelmes levelek)
- Huzella Péter (Villon-est)
- Mácsai Pál (Örkény: Azt meséld el, Pista!)
- Nagy-Kálózy Eszter és Rudolf Péter (Shakespeare: És Rómeó és Júlia)
- Vallai Péter (Esterházy: Spionjáték)
- Vári Éva (Rose)

### Kiállítások
Kiállításaik anyagát úgy válogatják össze, hogy áttekintést adjanak a kortárs képző-, ipar-, fotó- és építőművészetről. Kiállítótereikben a grafikáktól a bábokig, a kisplasztikáktól az üvegművességig számos kiváló képző- és iparművész alkotásaival találkozhat a látogató. Minden évben számos fotókiállításnak adnak otthont, és szervezőként vesznek részt a Kortárs Magyar Fotográfia szimpózium megrendezésében.

### Külső hivatkozások
- A Művészetek és Irodalom Háza hivatalos honlapja
- H. Barakonyi Klára tűzzománc munkáinak kiállítása a Művészetek és Irodalom Házában
- Jorma Uotinen koncertje a Művészetek és Irodalom Házában